# Abagrotis alampeta
Abagrotis alampeta là một loài bướm đêm thuộc họ Noctuidae. Nó được tìm thấy ở Bắc Mỹ, bao gồm Arizona, New Mexico, California và the México.
Sải cánh dài khoảng 33 mm.